# Liste der Bodendenkmale in Bad Dürrenberg
In der Liste der Bodendenkmale in Bad Dürrenberg sind alle Bodendenkmale der Stadt Bad Dürrenberg und ihrer Ortsteile aufgelistet. Grundlage ist die Veröffentlichung der Landesdenkmalliste mit Stand vom 25. Februar 2016.  Die Baudenkmale sind in der Liste der Kulturdenkmale in Bad Dürrenberg aufgeführt.
| Denkmal-ID | Fundart             | Ortsteil             | Bezeichnung                 | Zeitstellung | Lage | Bemerkungen | Bild |
| ---------- | ------------------- | -------------------- | --------------------------- | ------------ | --- | --- | ---- |
| 428300078  | Befestigung > Burg  | Bad Dürrenberg       | Talrandburg „Hunnenschanze“ | Mittelalter  | westlicher Ortsrand vom Ortsteil Keuschenberg (Lage)                                                                            | durch Gradierwerk und Kuranlagen verändert, im S + W Steilhang, im Süden und Norden mögliche Reste eines Abschnittwalles |      |
| 428300210  | besonderer Stein    | Bad Dürrenberg       | Bauernstein                 | undatiert    | Dorfzentrum unter Eiche (Lage)                                                                                                  | behauene Sandsteinplatte (70*120*10) auf zwei Betonsockeln, liegt unter einer alten Eiche, vor Ritterstraße Nr. 8-11-13 auf kleiner Grünfläche                                                                                                   |      |
| 428300076  | Grabmal > Grabhügel | Goddula              | Grabhügel „Leichenhügel“    | Neolithikum  | 1 km südöstlich vom Ortsteil Goddula (Lage)                                                                                     | durch angehäuftes Material nicht mehr deutlich als Grabhügel erkennbar |      |
| 428300097  | Befestigung > Burg  | Goddula              | Wasserburg „Auenholz“       | Mittelalter  | 0,5 km südöstlich vom Ort (Lage)                                                                                                | kaum erkennbare Strukturen, lediglich flache Erhebung, sehr unregelmäßige Form, kein Wälle oder Gräben |      |
| 428300096  | Befestigung > Burg  | Goddula              | Wasserburg „Fuchsberg“      | Mittelalter  | 1,0 km nördlich vom Ort (Lage)                                                                                                  | im ehemaligen Freibad, flacher Burghügel ca. 2 m Höhe und 15–20 m Durchmesser, parallel zum Schwimmbecken zeichnet sich auf der östlichen Seite eine ‚wallartige‘ Struktur ab, die aber wohl im Zusammenhang m. der Errichtung des Beckens steht |      |
| 428300240  | Befestigung > Burg  | Ostrau               | Burghügel                   | undatiert    | zwischen altem Dorf und Zuckerfabrik ()                                                                                         | Areal dicht bebaut |      |
| 428300209  | besonderer Stein    | Ostrau               | Bauernstein                 | undatiert    | im Ortszentrum Ostrau – am Dorfteich unter Eiche – Kreuzung Daumstraße/Am Bauernstein/Waldläuferweg (Lage)                      | Tisch aus Sandsteinplatten, behauen, zwei größere Geröllsteine davor eingegraben |      |
| 428300290  | besonderer Stein    | Oebles-Schlechtewitz | Bauernstein, Findling       | undatiert    | östlich des Dorfteiches unter einer stattlichen Eiche, im Eingangsbereich des Friedhofes, Dorfplatz vor der alten Schule (Lage) | etwa 2 × 1 × 0,60 m großer Findling, Bauernstein befindet sich unter einer sogenannten ‚Luthereiche‘, welche ca. 150 Jahre alt ist, etwa 20/25 m entfernt befindet sich ein Kriegsgräberdenkmal                                                  |      |
| 428300095  | Befestigung > Burg  | Tollwitz             | Wasserburg „Raubschloss“    | undatiert    | westlicher Ortsrand (Lage) | Insel nicht begehbar |      |